# Knightsville (Indiana)
Knightsville ist eine Stadt im Clay County in Indiana, USA. Sie ist Teil der Terre Haute Metropolitan Statistical Area.

## Geschichte
Knightsville entstand 1867 rund um einen im Jahr zuvor errichteten Hochofen. Benannt wurde die Stadt nach Dr. A.W. Knight, dem ursprünglichen Besitzer des Stadtgeländes. Das Postamt von Knightsville wurde 1870 gegründet.

## Geografie
Knightsville hat eine Gesamtfläche von 2,69 Quadratkilometern, von denen alles Land ist.

## Demografie

### Bevölkerungsentwicklung
| Jahr | Einwohner | %±      |
| ---- | --------- | ------- |
| 1870 | 1071      | —       |
| 1880 | 0958      | −10,6 % |
| 1890 | 1148      | 19,8 %  |
| 1900 | 1171      | 2,0 %   |
| 1910 | 1081      | −7,7 %  |
| 1920 | 0767      | −29,0 % |
| 1930 | 0704      | −8,2 %  |
| 1940 | 0677      | −3,8 %  |
| 1950 | 0678      | 0,1 %   |
| 1960 | 0722      | 6,5 %   |
| 1970 | 0788      | 9,1 %   |
| 1980 | 0763      | −3,2 %  |
| 1990 | 0740      | −3,0 %  |
| 2000 | 0624      | −15,7 % |
| 2010 | 0872      | 39,7 %  |
| 2020 | 0702      | −19,5 % |
|      |           |         |